# Elgonina fuscana
Elgonina fuscana är en tvåvingeart som beskrevs av Munro 1957. Elgonina fuscana ingår i släktet Elgonina och familjen borrflugor.
Artens utbredningsområde är Uganda. Inga underarter finns listade i Catalogue of Life.